# Elektrownia Arnot
Elektrownia Arnot – elektrownia węglowa znajdująca się w dystrykcie Mpumalanga w Afryce Południowej, obsługiwana przez firmę Eskom.

## Historia
Budowa elektrowni Arnot rozpoczęła się w 1968 roku, po raz pierwszy została uruchomiona w 1971 roku, zaś pełną wydajność osiągnęła w roku 1975. Aktualna wydajność elektrowni to 2100 megawatów.
Na przełomie 1965 i 1966 roku wykonawcy rozpoczęli budowę elektrowni przez wykonanie dróg, rurociągów i robót ziemnych w okolicach Rietkuil. Budowę samej elektrowni Arnot zaczęto w 1968 roku. Arnot była pierwszą nowoczesną elektrownią węglową Eskom, która zaczęła pracę od czerwca 1975 roku. Trzy jej bloki zostały zatrzymane w 1992 roku ze względu na nadwyżkę produkcji energii w tamtym czasie. Bloki ponownie uruchomiono kolejno w styczniu 1997 roku, listopadzie 1997 roku i grudniu 1998 roku.

## Zatrudnienie
Około 800 osób.